# Elaine Leighton
Elaine Leighton (New York, 22 mei 1926) is een Amerikaanse jazzdrumster van de modernjazz.

## Biografie
Op de middelbare school was ze in dezelfde klas als Stan Getz en Shorty Rogers.
Aan het begin van haar carrière werkte Leighton in 1949/1950 bij Jackie Cain en Roy Kral. Vervolgens werkte ze met de door Ann Mae Winburn geleide opvolgende band van de Sweethearts of Rhythm. In 1953/1954 speelde ze in het trio van de pianist Carl Drinkard en begeleidde ze met hem Billie Holiday. Bovendien speelde ze sinds 1953 in het trio van de pianiste en zangeres Beryl Booker, o.a. ook tijdens diens Europese tournee in 1954. Daarna werkte Leighton als zelfstandig muzikante in New York, leidde ze van 1957 tot 1959 haar eigen trio, waarmee ze concerteerde in de Page Three Club en werkte ze o.a. met Jimmy Raney

## Privéleven
Ze is getrouwd met de bassist Kenny O'Brian.

## Discografie
- 1953: Beryl Booker Trio: Don Byas featuring Mary Lou Williams And Beryl Booker Trio (Vogue Records)
- ????: Billie Holiday: Billie's Blues (Blue Note Records)